# Athletic Ambitions
Athletic Ambitions è un cortometraggio muto del 1915 scritto, diretto e interpretato da Tom Mix per la Selig Polyscope Company. Commedia di genere western, il film aveva come altri interpreti Victoria Forde, Sid Jordan, Pat Chrisman, Howard Farrell.

## Trama
Arrivata nel West in visita nel ranch dello zio, Vicky racconta ai cowboy che a lei piacciono gli uomini atletici. Due dei cowboy, allora, che vogliono far colpo sulla ragazza, si mettono a fare ginnastica. Tom, uno dei due, mentre si esercita, si butta sulle spalle una pelle di pecora e viene scambiato da un gruppo di partecipanti a un picnic per un uomo selvaggio. Il gruppo lo insegue e Tom, per sfuggirgli, si mette a correre a perdifiato. Vedendolo correre in quel modo, Vicky decide che è quello l'uomo che fa per lei.

## Produzione
Il film fu prodotto dalla Selig Polyscope Company con il titolo di lavorazione The Wild Man of the Diamond S Ranch. Venne girato a Las Vegas, nel Nuovo Messico.

## Distribuzione
Distribuito dalla General Film Company, il film - un cortometraggio in una bobina - uscì nelle sale cinematografiche statunitensi il 6 novembre 1915 dopo essere stato presentato in prima il 2 novembre.